# Pura Jaya
Pura Jaya is een bestuurslaag in het regentschap Lampung Barat van de provincie Lampung, Indonesië. Pura Jaya telt 5929 inwoners (volkstelling 2010).